# Лібор Грдлічка
Лі́бор Грдлі́чка (словац. Libor Hrdlička, 2 січня 1986, Братислава) — словацький футболіст, воротар клубу «Погроньє».

## Біографія
Вихованець братиславського «Інтера». На професійному рівні почав грати 2005 року в цій же команді.
Влітку 2005 року перейшов в чеське «Брно», де перебував до кінця 2009 року, проте основним голкіпером так і не став.
На початку 2010 року повернувся на Батьківщину, підписавши контракт з «Ружомбероком», в складі якого був основним голкіпером до 2013 року.
В березні 2013 року перейшов в запорізький «Металург». У Прем'єр-лізі дебютував 15 березня 2013 року в домашньому матчі проти львівських «Карпат» (0:1), після чого став основним голкіпером команди.

## Титули і досягнення
- Володар Кубка Грузії (1):

«Динамо» (Тбілісі): 2016